# Vivo en Argentina
Vivo en Argentina fue un programa de televisión conducido por Sergio Goycochea y Maby Wells, emitido por la TV Pública, desde el 18 de julio de 2011 hasta 2016. También fue conducido durante su primera temporada por Lalo Mir y Nicolás Pauls.

## Equipo periodístico
- Conductores: Sergio Goycochea y Maby Wells.
- Panelistas y noteros que estuvieron en el programa: Ángela Lerena, Diego Sucalesca, Hugo de Cucco, Mariana Carbajal, Martín Jáuregui, Daniela Niremberg.[3]
- Antiguos conductores: Lalo Mir, Carla Conte y Nicolás Pauls.